# Magister officiorum
Господар канцеларија или канцелар (лат. Magister officiorum) била је титула начелника централне администрације позног Римског царства у доба Домината (293-476). После пада Западног римског царства (476), функција се одржала у Византији још неко време. У другој половини 8. века његове дужности преузео је логотет дрома .

## Позадина
Реформама цара Диоклецијана (293-305) и Константина Великог (324-337) читаво Римско царство било је подељено у 4 преторијанске префектуре (Исток, Илирик, Италија и Галија), које су се даље делиле на дијецезе (укупно 14), а ове на провинције (укупно око 120). Како би се смањила моћ локалних заповедника и могућност побуне против централне (царске) власти, Диоклецијанов и Константинов управни систем увео је начелно одвајање војне и цивилне власти: војна власт у префектурама била је у рукама дукса (лат. dux), а цивилна управа била је у надлежности преторијанског префекта (дијецезама су управљали викари, а провинцијама намесници). Да би се моћ преторијанских префеката додатно смањила, Рим и Цариград били су изузети из њихове надлежности и потчињени својим градским префектима.

## Функција
Власт провинцијских намесника претрпела је још веће ограничење изграђивањем централне управе у доба цара Константина Великог (324-337). Најутицајнији представник централне управе био је Magister officiorum. Од скромних почетака он се уздигао до велике моћи, и то пре свега на рачун префектура, пошто су officia, канцеларије појединих управних органа (министарстава) са њиховим безбројним чиновницима, биле точкови бирократске управне машине. Његов сопствени officium чинили су такозвани agentes in rebus, који обилазе провинције као царски курири, а уједно као агенти врше и обавештајну службу, испитујући рад и расположење чиновника и поданика. Било је то веома обимно тело које је у 5. веку, само у источном делу Царства, бројало преко 1.200 функционера.
Поврх тога, канцелар је био одговоран за цареву личну безбедност и зато је био заповедник царске гарде, зване палатинци (лат. sholae palatinae). Истовремено, он је руководио целокупним дворским церемонијалом, а отуда је проистицала још једна важна политичка функција: примање страних посланстава и уопште брига о односима са страним државама. Најзад, од 4. века канцелар руководи и поштанским саобраћајем (лат. cursus publicus), који је раније спадао у надлежност преторијских префеката.